# حصن شرياف
حصن شرياف وهو أحد الحصون الأثرية ويقع بالقرب من قرية شرياف عزلة بني عيسى، ويطل على حصن تالبة من الناحية 
الجنوبية الشرقية، وتدل الشواهد الأثرية منه، أنه يرجع إلى فترة ما قبل الإسلام، كما استوطنا في فترة الدولة الصليحية حيث توجد بقايا قنوات للري وصهاريج حجز المياه في نواحي متفرقة مـن جبـل شرياف